# Elbrus
Elbrus是列别捷夫精密机械与计算技术研究所於1970至1980年代研發的计算机。这些计算机主要用於太空項目、核武器研究和導彈防御系统。MCST成立後，繼續持有Elbrus品牌並推出以Elbrus命名的處理器。